# 洛克哈特嶺
85°2′S 174°50′W / 85.033°S 174.833°W
洛克哈特嶺（英語：Lockhart Ridge）是南極洲的山嶺，位於杜費克海岸，處於耶茨冰川南岸，全長7公里，最終注入沙克爾頓冰川，現時由南極條約體系管理。